# Copa de la Liga de Inglaterra 2008-09
La Copa de la Liga de Inglaterra 2008-09 o Carling Cup 2008-09 (por motivos de patrocinio) fue la 49.ª edición de este torneo. 92 Equipos de los Niveles 1-4 de Inglaterra (Premier League, Football League Championship, Football League One y Football League Two) participaron en este torneo. El ganador obtuvo el derecho de jugar en la UEFA Europa League 2009-10 partiendo de la Tercera Ronda si es que no se había clasificado a ninguna competición europea.

## Primera Ronda
Los 72 equipos de la Football League Championship, Football League One & Football League Two participaron en esta ronda. Se dividieron en 2 regiones con igual de número de partidos. Se emparejaron en 36 enfrentamientos a partido único, que en caso de existir empate, se jugó una prórroga de 30 minutos y en su caso, la tanda de penales. Los 36 ganadores se clasificaron a la segunda ronda.
El sorteo de la ronda se realizó el 13 de junio de 2008, y jugándose el 11 de agosto.
| N.º | Local                   | Resultado    | Visitante          |
| --- | ----------------------- | ------------ | ------------------ |
| 1   | Preston North End       | 2-0          | Chesterfield       |
| 2   | Chester City            | 2-5          | Leeds United       |
| 3   | Leicester City          | 1-0          | Stockport County   |
| 4   | Sheffield United        | 3-1          | Port Vale          |
| 5   | Grimsby Town            | 2-0          | Tranmere Rovers    |
| 6   | Crewe Alexandra         | 2-0          | Barnsley           |
| 7   | Hartlepool United       | 3-0          | Scunthorpe United  |
| 8   | Derby County            | 3-1          | Lincoln City       |
| 9   | Notts County            | 1-0          | Doncaster Rovers   |
| 10  | Sheffield Wednesday     | 2-2 (3-5 p.) | Rotherham United   |
| 11  | Shrewsbury Town         | 0-1          | Carlisle United    |
| 12  | Wolverhampton Wanderers | 3-2          | Accrington Stanley |
| 13  | Bury                    | 0-2          | Burnley            |
| 14  | Rochdale                | 0-0 (1-4 p.) | Oldham Athletic    |
| 15  | Nottingham Forest       | 4-0          | Morecambe          |
| 16  | Huddersfield Town       | 4-0          | Bradford City      |
| 17  | Macclesfield Town       | 2-0          | Blackpool          |
| 18  | Walsall                 | 1-2          | Darlington         |

| N.º | Local                  | Resultado | Visitante           |
| --- | ---------------------- | --------- | ------------------- |
| 1   | Coventry City          | 3-1       | Aldershot Town      |
| 2   | Milton Keynes Dons     | 1-0       | Norwich City        |
| 3   | Wycombe Wanderers      | 0-4       | Birmingham City     |
| 4   | Brighton & Hove Albion | 4-0       | Barnet              |
| 5   | Gillingham             | 0-1       | Colchester United   |
| 6   | Southend United        | 0-1       | Cheltenham Town     |
| 7   | Swansea City           | 2-0       | Brentford           |
| 8   | Luton Town             | 2-0       | Plymouth Argyle     |
| 9   | Exeter City            | 1-3       | Southampton         |
| 10  | Watford                | 1-0       | Bristol Rovers      |
| 11  | Bournemouth            | 1-2       | Cardiff City        |
| 12  | Bristol City           | 2-1       | Peterborough United |
| 13  | Charlton Athletic      | 0-1       | Yeovil Town         |
| 14  | Millwall               | 0-1       | Northampton Town    |
| 15  | Swindon Town           | 2-3       | Queens Park Rangers |
| 16  | Crystal Palace         | 2-1       | Hereford United     |
| 17  | Dagenham & Redbridge   | 1-2       | Reading             |
| 18  | Ipswich Town           | 4-1       | Leyton Orient       |

1. 1 2 3 4  Resultado tras la prórroga.

## Segunda Ronda
En esta ronda participaron 48 equipos, 36 provenientes de la primera ronda que se unieron a 12 equipos ya clasificados de la Premier League (los 11 que no participan en alguna competencia europea y el Manchester City). El sorteo de esta ronda se realizó el 13 de agosto, compitiéndose el 25 de ese mes, a excepción de uno de los partidos, que se jugó el 24 de septiembre.
| N.º | Local                  | Resultado    | Visitante               |
| --- | ---------------------- | ------------ | ----------------------- |
| 1   | Ipswich Town           | 2-1          | Colchester United       |
| 2   | Coventry City          | 2-3          | Newcastle United        |
| 3   | Hartlepool United      | 3-1          | West Bromwich Albion    |
| 4   | West Ham United        | 4-1          | Macclesfield Town       |
| 5   | Huddersfield Town      | 1-2          | Sheffield United        |
| 6   | Cardiff City           | 2-1          | Milton Keynes Dons      |
| 7   | Swansea City           | 2-1          | Hull City               |
| 8   | Rotherham United       | 0-0 (4-3 p.) | Wolverhampton Wanderers |
| 9   | Brighton & Hove Albion | 2-2 (5-3 p.) | Manchester City         |
| 10  | Reading                | 5-1          | Luton Town              |
| 11  | Blackburn Rovers       | 4-1          | Grimsby Town            |
| 12  | Wigan Athletic         | 4-0          | Notts County            |

| N.º | Local               | Resultado | Visitante        |
| --- | ------------------- | --------- | ---------------- |
| 13  | Leeds United        | 4-0       | Crystal Palace   |
| 14  | Crewe Alexandra     | 2-1       | Bristol City     |
| 15  | Middlesbrough       | 5-1       | Yeovil Town      |
| 16  | Fulham              | 3-2       | Leicester City   |
| 17  | Queens Park Rangers | 4-0       | Carlisle United  |
| 18  | Nottingham Forest   | 1-2       | Sunderland       |
| 19  | Burnley             | 3-0       | Oldham Athletic  |
| 20  | Southampton         | 2-0       | Birmingham City  |
| 21  | Bolton Wanderers    | 1-2       | Northampton Town |
| 22  | Watford             | 2-1       | Darlington       |
| 23  | Preston North End   | 0-1       | Derby County     |
| 24  | Cheltenham Town     | 2-3       | Stoke City       |

1. 1 2 3 4  Resultado tras la prórroga.

## Tercera Ronda
En esta ronda participaron un total de 32 equipos: 24 ganadores de la Segunda Ronda que se unieron a los 8 equipos ya clasificados (son 8 de los 9 equipos de la Premier League que participan en competición europea). El sorteo se realizó el 30 de agosto y se jugó el 23 y el 24 de septiembre a excepción de uno de ellos, que se efectuó el 4 de noviembre.
| N.º | Local                  | Resultado | Visitante        |
| --- | ---------------------- | --------- | ---------------- |
| 1   | Arsenal                | 6-0       | Sheffield United |
| 2   | Brighton & Hove Albion | 1-4       | Derby County     |
| 3   | Burnley                | 1-0       | Fulham           |
| 4   | Portsmouth             | 0-4       | Chelsea          |
| 5   | Blackburn Rovers       | 1-0       | Everton          |
| 6   | Rotherham United       | 3-1       | Southampton      |
| 7   | Swansea City           | 1-0       | Cardiff City     |
| 8   | Ipswich Town           | 1-4       | Wigan Athletic   |

| N.º | Local             | Resultado    | Visitante           |
| --- | ----------------- | ------------ | ------------------- |
| 9   | Stoke City        | 2-2 (4-3 p.) | Reading             |
| 10  | Leeds United      | 3-2          | Hartlepool United   |
| 11  | Watford           | 1-0          | West Ham United     |
| 12  | Manchester United | 3-1          | Middlesbrough       |
| 13  | Liverpool         | 2-1          | Crewe Alexandra     |
| 14  | Aston Villa       | 0-1          | Queens Park Rangers |
| 15  | Sunderland        | 2-2 (4-3 p.) | Northampton Town    |
| 16  | Newcastle United  | 1-2          | Tottenham Hotspur   |

## Fase Final
|  | Octavos de final             | Octavos de final             | Octavos de final             |                        |       | Cuartos de final           | Cuartos de final           | Cuartos de final           |  |  | Semifinales                    | Semifinales                    | Semifinales                    |  |  | Final              | Final              | Final              |
|  | 11 y 12 de noviembre de 2008 | 11 y 12 de noviembre de 2008 | 11 y 12 de noviembre de 2008 |                        |       | 2 y 3 de diciembre de 2008 | 2 y 3 de diciembre de 2008 | 2 y 3 de diciembre de 2008 |  |  | 6, 7, 20 y 21 de enero de 2009 | 6, 7, 20 y 21 de enero de 2009 | 6, 7, 20 y 21 de enero de 2009 |  |  | 1 de marzo de 2009 | 1 de marzo de 2009 | 1 de marzo de 2009 |
|  |                              |                              |                              |                        |       |                            |                            |                            |  |  |                                |                                |                                |  |  |                    |                    |                    |
|  |                              |                              |                              |                        |       |                            |                            |                            |  |  |                                |                                |                                |  |  |                    |                    |                    |
|  |                              |                              |                              |                        |       |                            |                            |                            |  |  |                                |                                |                                |  |  |                    |                    |                    |
|  | Manchester United            | 1                            | -                            |                        |       |                            |                            |                            |  |  |                                |                                |                                |  |  |                    |                    |                    |
|  | Manchester United            | 1                            | -                            |                        |       |                            |                            |                            |  |  |                                |                                |                                |  |  |                    |                    |                    |
|  | Queens Park Rangers          | 0                            | -                            |                        |       |                            |                            |                            |  |  |                                |                                |                                |  |  |                    |                    |                    |
|  | Queens Park Rangers          | 0                            | -                            | Manchester United      | 5     | -                          |                            |                            |  |  |                                |                                |                                |  |  |                    |                    |                    |
|  |                              |                              |                              |                        | 5     | -                          |                            |                            |  |  |                                |                                |                                |  |  |                    |                    |                    |
|  |                              | Blackburn Rovers             | 3                            | -                      |       |                            |                            |                            |  |  |                                |                                |                                |  |  |                    |                    |                    |
|  | Sunderland                   | Blackburn Rovers             | 3                            | -                      | 1     | -                          |                            |                            |  |  |                                |                                |                                |  |  |                    |                    |                    |
|  | Sunderland                   |                              |                              |                        | 1     | -                          |                            |                            |  |  |                                |                                |                                |  |  |                    |                    |                    |
|  | Blackburn Rovers             | 2                            | -                            |                        |       |                            |                            |                            |  |  |                                |                                |                                |  |  |                    |                    |                    |
|  | Blackburn Rovers             | 2                            | -                            | Manchester United      | 0     | 4                          |                            |                            |  |  |                                |                                |                                |  |  |                    |                    |                    |
|  |                              |                              |                              |                        | 0     | 4                          |                            |                            |  |  |                                |                                |                                |  |  |                    |                    |                    |
|  |                              | Derby County                 | 1                            | 2                      |       |                            |                            |                            |  |  |                                |                                |                                |  |  |                    |                    |                    |
|  | Stoke City                   | Derby County                 | 1                            | 2                      | 2     | -                          |                            |                            |  |  |                                |                                |                                |  |  |                    |                    |                    |
|  | Stoke City                   |                              |                              |                        | 2     | -                          |                            |                            |  |  |                                |                                |                                |  |  |                    |                    |                    |
|  | Rotherham United             | 0                            | -                            |                        |       |                            |                            |                            |  |  |                                |                                |                                |  |  |                    |                    |                    |
|  | Rotherham United             | 0                            | -                            | Stoke City             | 0     | -                          |                            |                            |  |  |                                |                                |                                |  |  |                    |                    |                    |
|  |                              |                              |                              |                        | 0     | -                          |                            |                            |  |  |                                |                                |                                |  |  |                    |                    |                    |
|  |                              | Derby County                 | 1                            | -                      |       |                            |                            |                            |  |  |                                |                                |                                |  |  |                    |                    |                    |
|  | Derby County                 | Derby County                 | 1                            | -                      | 2     | -                          |                            |                            |  |  |                                |                                |                                |  |  |                    |                    |                    |
|  | Derby County                 |                              |                              |                        | 2     | -                          |                            |                            |  |  |                                |                                |                                |  |  |                    |                    |                    |
|  | Leeds United                 | 1                            | -                            |                        |       |                            |                            |                            |  |  |                                |                                |                                |  |  |                    |                    |                    |
|  | Leeds United                 | 1                            | -                            | Manchester United (p.) | 0 (4) |                            |                            |                            |  |  |                                |                                |                                |  |  |                    |                    |                    |
|  |                              |                              |                              |                        | 0 (4) |                            |                            |                            |  |  |                                |                                |                                |  |  |                    |                    |                    |
|  |                              | Tottenham Hotspur            | 0 (1)                        |                        |       |                            |                            |                            |  |  |                                |                                |                                |  |  |                    |                    |                    |
|  | Chelsea                      | Tottenham Hotspur            | 0 (1)                        | 1 (4)                  | -     |                            |                            |                            |  |  |                                |                                |                                |  |  |                    |                    |                    |
|  | Chelsea                      |                              |                              |                        | -     |                            |                            |                            |  |  |                                |                                |                                |  |  |                    |                    |                    |
|  | Burnley (pen.)               | 1 (5)                        | -                            |                        |       |                            |                            |                            |  |  |                                |                                |                                |  |  |                    |                    |                    |
|  | Burnley (pen.)               | 1 (5)                        | -                            | Burnley                | 2     | -                          |                            |                            |  |  |                                |                                |                                |  |  |                    |                    |                    |
|  |                              |                              |                              |                        | 2     | -                          |                            |                            |  |  |                                |                                |                                |  |  |                    |                    |                    |
|  |                              | Arsenal                      | 0                            | -                      |       |                            |                            |                            |  |  |                                |                                |                                |  |  |                    |                    |                    |
|  | Arsenal                      | Arsenal                      | 0                            | -                      | 3     | -                          |                            |                            |  |  |                                |                                |                                |  |  |                    |                    |                    |
|  | Arsenal                      |                              |                              |                        | 3     | -                          |                            |                            |  |  |                                |                                |                                |  |  |                    |                    |                    |
|  | Wigan Athletic               | 0                            | -                            |                        |       |                            |                            |                            |  |  |                                |                                |                                |  |  |                    |                    |                    |
|  | Wigan Athletic               | 0                            | -                            | Burnley                | 1     | 3                          |                            |                            |  |  |                                |                                |                                |  |  |                    |                    |                    |
|  |                              |                              |                              |                        | 1     | 3                          |                            |                            |  |  |                                |                                |                                |  |  |                    |                    |                    |
|  |                              | Tottenham Hotspur (pró.)     | 4                            | 2                      |       |                            |                            |                            |  |  |                                |                                |                                |  |  |                    |                    |                    |
|  | Swansea City                 | Tottenham Hotspur (pró.)     | 4                            | 2                      | 0     | -                          |                            |                            |  |  |                                |                                |                                |  |  |                    |                    |                    |
|  | Swansea City                 |                              |                              |                        | 0     | -                          |                            |                            |  |  |                                |                                |                                |  |  |                    |                    |                    |
|  | Watford                      | 1                            | -                            |                        |       |                            |                            |                            |  |  |                                |                                |                                |  |  |                    |                    |                    |
|  | Watford                      | 1                            | -                            | Watford                | 1     | -                          |                            |                            |  |  |                                |                                |                                |  |  |                    |                    |                    |
|  |                              |                              |                              |                        | 1     | -                          |                            |                            |  |  |                                |                                |                                |  |  |                    |                    |                    |
|  |                              | Tottenham Hotspur            | 2                            | -                      |       |                            |                            |                            |  |  |                                |                                |                                |  |  |                    |                    |                    |
|  | Tottenham Hotspur            | Tottenham Hotspur            | 2                            | -                      | 4     | -                          |                            |                            |  |  |                                |                                |                                |  |  |                    |                    |                    |
|  | Tottenham Hotspur            |                              |                              |                        | 4     | -                          |                            |                            |  |  |                                |                                |                                |  |  |                    |                    |                    |
|  | Liverpool                    | 2                            | -                            |                        |       |                            |                            |                            |  |  |                                |                                |                                |  |  |                    |                    |                    |

### Octavos de final
| 11 de noviembre de 2008 | Manchester United | 1:0 (0:0) | Queens Park Rangers | Old Trafford, Mánchester                              |                                                       |
|                         | Tévez 76' (pen.)  |           |                     | Asistencia: 62,539 espectadores Árbitro(s): Phil Dowd | Asistencia: 62,539 espectadores Árbitro(s): Phil Dowd |

| 12 de noviembre de 2008 | Sunderland | 1:2 (0:0) | Blackburn Rovers                     | Stadium of Light, Sunderland                           |                                                        |
|                         | Jones 71'  |           | Santa Cruz 65' · Bardsley 70' (a.g.) | Asistencia: 18,555 espectadores Árbitro(s): Rob Styles | Asistencia: 18,555 espectadores Árbitro(s): Rob Styles |

| 11 de noviembre de 2008 | Stoke City            | 2:0 (1:0) | Rotherham United | Britannia Stadium, Stoke-on-Trent                       |                                                         |
|                         | Whelan 21' · Pugh 59' |           |                  | Asistencia: 15,458 espectadores Árbitro(s): Mark Halsey | Asistencia: 15,458 espectadores Árbitro(s): Mark Halsey |

| 11 de noviembre de 2008 | Derby County             | 2:1 (2:1) | Leeds United | Pride Park Stadium, Derby                               |                                                         |
|                         | Villa 6' · Ellington 18' |           | Becchio 40'  | Asistencia: 18,540 espectadores Árbitro(s): Graham Laws | Asistencia: 18,540 espectadores Árbitro(s): Graham Laws |

| 12 de noviembre de 2008 | Chelsea    | 1:1 (1:1, 1:0) (t. s.)(4:5 p.) | Burnley      | Stamford Bridge, Londres                                 |                                                          |
|                         | Drogba 27' |                                | Akinbiyi 69' | Asistencia: 41,369 espectadores Árbitro(s): Keith Stroud | Asistencia: 41,369 espectadores Árbitro(s): Keith Stroud |

| 11 de noviembre de 2008 | Arsenal                    | 3:0 (1:0) | Wigan Athletic | Emirates Stadium, Londres                                |                                                          |
|                         | Simpson 42' 66' · Vela 70' |           |                | Asistencia: 59,665 espectadores Árbitro(s): Steve Tanner | Asistencia: 59,665 espectadores Árbitro(s): Steve Tanner |

| 11 de noviembre de 2008 | Swansea City | 0:1 (0:1) | Watford        | Liberty Stadium, Swansea                               |                                                        |
|                         |              |           | Williamson 21' | Asistencia: 9,549 espectadores Árbitro(s): Andy D'Urso | Asistencia: 9,549 espectadores Árbitro(s): Andy D'Urso |

| 12 de noviembre de 2008 | Tottenham Hotspur                       | 4:2 (3:0) | Liverpool                | White Hart Lane, Londres                               |                                                        |
|                         | Pavlyuchenko 38' 52' · Campbell 42' 45' |           | Plessis 49' · Hyypia 63' | Asistencia: 33,242 espectadores Árbitro(s): Mike Riley | Asistencia: 33,242 espectadores Árbitro(s): Mike Riley |

### Cuartos de final
| 3 de diciembre de 2008 | Manchester United                         | 5:3 (2:0) | Blackburn Rovers                    | Old Trafford, Mánchester                               |                                                        |
|                        | Tévez 35' 50' (pen.) 54' 90+4' · Nani 40' |           | McCarthy 48' 90+2' · Derbyshire 84' | Asistencia: 53,997 espectadores Árbitro(s): Alan Wiley | Asistencia: 53,997 espectadores Árbitro(s): Alan Wiley |

| 2 de diciembre de 2008 | Stoke City | 0:1 (0:0) | Derby County           | Britannia Stadium, Stoke-on-Trent                      |                                                        |
|                        |            |           | Ellington 90+4' (pen.) | Asistencia: 22,034 espectadores Árbitro(s): Rob Styles | Asistencia: 22,034 espectadores Árbitro(s): Rob Styles |

| 2 de diciembre de 2008 | Burnley         | 2:0 (1:0) | Arsenal | Turf Moor, Burnley                                         |                                                            |
|                        | McDonald 6' 57' |           |         | Asistencia: 19,405 espectadores Árbitro(s): Andre Marriner | Asistencia: 19,405 espectadores Árbitro(s): Andre Marriner |

| 3 de diciembre de 2008 | Watford     | 1:2 (1:1) | Tottenham Hotspur                    | Vicarage Road, Watford                                |                                                       |
|                        | Priskin 13' |           | Pavlyuchenko 45+2' (pen.) · Bent 76' | Asistencia: 16,501 espectadores Árbitro(s): Phil Dowd | Asistencia: 16,501 espectadores Árbitro(s): Phil Dowd |

### Semifinales

#### Ida
| 6 de enero de 2009 | Tottenham Hotspur                                            | 4:1 (0:1) | Burnley      | White Hart Lane, Londres                                    |                                                             |
|                    | Dawson 46' · O'Hara 52' · Pavlyuchenko 65' · Duff 68' (a.g.) |           | Paterson 15' | Asistencia: 31,377 espectadores Árbitro(s): Martin Atkinson | Asistencia: 31,377 espectadores Árbitro(s): Martin Atkinson |

| 7 de enero de 2009 | Derby County | 1:0 (1:0) | Manchester United | Pride Park Stadium, Derby                             |                                                       |
|                    | Commons 30'  |           |                   | Asistencia: 30,194 espectadores Árbitro(s): Phil Dowd | Asistencia: 30,194 espectadores Árbitro(s): Phil Dowd |

#### Vuelta
El Manchester United avanza por marcador global de 4-3.
| 20 de enero de 2009 | Manchester United                                      | 4:2 (3:0) | Derby County            | Old Trafford, Mánchester                              |                                                       |
|                     | Nani 16' · O'Shea 22' · Tévez 34' · Ronaldo 87' (pen.) |           | Barnes 79' (pen.) 90+1' | Asistencia: 73,374 espectadores Árbitro(s): Mike Dean | Asistencia: 73,374 espectadores Árbitro(s): Mike Dean |

El Tottenham Hotspur avanza por marcador global de 6-3.
| 21 de enero de 2009 | Burnley                                | 3:2 (3:0, 1:0) (t. s.) | Tottenham Hotspur              | Turf Moor, Burnley                                      |                                                         |
|                     | Blake 33' · McCann 73' · Rodriguez 88' |                        | Pavlyuchenko 118' · Defoe 120' | Asistencia: 19,533 espectadores Árbitro(s): Mark Halsey | Asistencia: 19,533 espectadores Árbitro(s): Mark Halsey |

### Final
| 1 de marzo de 2009 | Manchester United                         | 0:0 (t. s.)(4:1 p.)        | Tottenham Hotspur          | Nuevo Estadio de Wembley, Londres                     |  |
|                    |                                           |                            |                            | Asistencia: 88,217 espectadores Árbitro(s): Chris Foy |  |
|                    |                                           | Tiros desde el punto penal |                            |                                                       |  |
|                    | Giggs · Carlos Tévez · Ronaldo · Anderson |                            | O'Hara · Ćorluka · Bentley |                                                       |  |

| POR               | 1  | Ben Foster        |      |     |
| DEF               | 22 | John O'Shea       | 57'  | 76' |
| DEF               | 5  | Rio Ferdinand     |      |     |
| DEF               | 23 | Jonny Evans       |      |     |
| DEF               | 3  | Patrice Evra      |      |     |
| MED               | 7  | Cristiano Ronaldo | 67'  |     |
| MED               | 28 | Darron Gibson     |      | 91' |
| MED               | 18 | Paul Scholes      | 108' |     |
| MED               | 17 | Nani              |      |     |
| DEL               | 19 | Danny Welbeck     |      | 56' |
| DEL               | 32 | Carlos Tévez      |      |     |
| Suplentes:        |    |                   |      |     |
| MED               | 8  | Anderson          |      | 56' |
| DEF               | 15 | Nemanja Vidić     |      | 76' |
| MED               | 11 | Ryan Giggs        |      | 91' |
| Entrenador:       |    |                   |      |     |
| Sir Alex Ferguson |    |                   |      |     |

| POR            | 1  | Heurelho da Silva Gomes |  |      |
| DEF            | 22 | Vedran Ćorluka          |  |      |
| DEF            | 20 | Michael Dawson          |  |      |
| DEF            | 26 | Ledley King             |  |      |
| DEF            | 32 | Benoît Assou-Ekotto     |  |      |
| MED            | 7  | Aaron Lennon            |  | 102' |
| MED            | 8  | Jermaine Jenas          |  | 98'  |
| MED            | 4  | Didier Zokora           |  |      |
| MED            | 14 | Luka Modrić             |  |      |
| DEL            | 10 | Darren Bent             |  |      |
| DEL            | 9  | Roman Pavlyuchenko      |  | 65'  |
| Suplentes:     |    |                         |  |      |
| MED            | 24 | Jamie O'Hara            |  | 65'  |
| DEL            | 3  | Gareth Bale             |  | 98'  |
| MED            | 5  | David Bentley           |  | 102' |
| Entrenador:    |    |                         |  |      |
| Harry Redknapp |    |                         |  |      |

| Giggs    |  | Acierto de penal |
| Tévez    |  | Acierto de penal |
| Ronaldo  |  | Acierto de penal |
| Anderson |  | Acierto de penal |

|  | Fallo de penal (saved) | O'Hara  |
|  | Acierto de penal       | Ćorluka |
|  | Fallo de penal (saved) | Bentley |

| POR               | 1  | Ben Foster        |      |     |
| DEF               | 22 | John O'Shea       | 57'  | 76' |
| DEF               | 5  | Rio Ferdinand     |      |     |
| DEF               | 23 | Jonny Evans       |      |     |
| DEF               | 3  | Patrice Evra      |      |     |
| MED               | 7  | Cristiano Ronaldo | 67'  |     |
| MED               | 28 | Darron Gibson     |      | 91' |
| MED               | 18 | Paul Scholes      | 108' |     |
| MED               | 17 | Nani              |      |     |
| DEL               | 19 | Danny Welbeck     |      | 56' |
| DEL               | 32 | Carlos Tévez      |      |     |
| Suplentes:        |    |                   |      |     |
| MED               | 8  | Anderson          |      | 56' |
| DEF               | 15 | Nemanja Vidić     |      | 76' |
| MED               | 11 | Ryan Giggs        |      | 91' |
| Entrenador:       |    |                   |      |     |
| Sir Alex Ferguson |    |                   |      |     |

| POR            | 1  | Heurelho da Silva Gomes |  |      |
| DEF            | 22 | Vedran Ćorluka          |  |      |
| DEF            | 20 | Michael Dawson          |  |      |
| DEF            | 26 | Ledley King             |  |      |
| DEF            | 32 | Benoît Assou-Ekotto     |  |      |
| MED            | 7  | Aaron Lennon            |  | 102' |
| MED            | 8  | Jermaine Jenas          |  | 98'  |
| MED            | 4  | Didier Zokora           |  |      |
| MED            | 14 | Luka Modrić             |  |      |
| DEL            | 10 | Darren Bent             |  |      |
| DEL            | 9  | Roman Pavlyuchenko      |  | 65'  |
| Suplentes:     |    |                         |  |      |
| MED            | 24 | Jamie O'Hara            |  | 65'  |
| DEL            | 3  | Gareth Bale             |  | 98'  |
| MED            | 5  | David Bentley           |  | 102' |
| Entrenador:    |    |                         |  |      |
| Harry Redknapp |    |                         |  |      |

| Giggs    |  | Acierto de penal |
| Tévez    |  | Acierto de penal |
| Ronaldo  |  | Acierto de penal |
| Anderson |  | Acierto de penal |

|  | Fallo de penal (saved) | O'Hara  |
|  | Acierto de penal       | Ćorluka |
|  | Fallo de penal (saved) | Bentley |

|                                     |
| Bandera de Inglaterra               |
| Campeón Manchester United 3° título |

## Goleadores
| Pos. | Jugador            | Equipo              | Goles |
| ---- | ------------------ | ------------------- | ----- |
| 1°   | Nathan Ellington   | Derby County        | 6     |
| 1°   | Roman Pavlyuchenko | Tottenham Hotspur   | 6     |
| 1°   | Carlos Tévez       | Manchester United   | 6     |
| 4°   | Martin Paterson    | Burnley             | 5     |
| 5°   | Jermaine Beckford  | Leeds United        | 4     |
| 5°   | James Henry        | Reading             | 4     |
| 5°   | Carlos Vela        | Arsenal             | 4     |
| 5°   | Emmanuel Villa     | Derby County        | 4     |
| 9°   | Henri Camara       | Wigan Athletic      | 3     |
| 9°   | Matt Derbyshire    | Blackburn Rovers    | 3     |
| 9°   | Robert Earnshaw    | Nottingham Forest   | 3     |
| 9°   | Emmanuel Ledesma   | Queens Park Rangers | 3     |
| 9°   | Nani               | Manchester United   | 3     |
| 9°   | Joel Porter        | Hartlepool United   | 3     |

| Predecesor: Copa de la Liga de Inglaterra 2007-08 | Copa de la Liga de Inglaterra 2008-09 XLIX edición | Sucesor: Copa de la Liga de Inglaterra 2009-10 |

- Datos: Q944252